# Sihanoukville
Sihanoukville (camboyano: ក្រុងព្រះសីហនុ, Krong Preah Sihanuk) es una ciudad en el sur de Camboya, capital de la provincia de Sihanoukville. Con vistas al golfo de Tailandia, la ciudad es el único puerto marítimo de aguas profundas del país. Anteriormente conocido como Kampong Saom (literalmente "puerto agradable”), fue rebautizada en 1958 en honor a Norodom Sihanouk, ex rey de Camboya.
Desde 2016, ha sufrido una metamorfosis como parte del proyecto de la Nueva Ruta de la Seda.

## Toponimia
En Kampong Saom, saom se deriva del sánscrito Saumya.
Su nombre actual le fue dado en 1958 por el propio rey Sihanouk, a petición del Consejo Nacional del Reino Jemer, que quiso honrar a quien había presidido la construcción de este nuevo puerto.

## Historia
El geógrafo Simon Springer muestra cómo las prácticas especulativas en el distrito de Mittapheap resultaron en el desalojo de 105 familias en beneficio de redes clientelistas, bajo el pretexto de políticas de "embellecimiento" supuestamente para atraer inversionistas extranjeros. La ciudad de Sinahoukville se muestra así como un caso ejemplar en el que se revelan las prácticas proempresariales de los políticos locales, que Springer califica de "neoliberales".

## Infraestructura
La ciudad está unida a Nom Pen por una línea de ferrocarril (230 km) cuya reparación debería haberse completado a finales de 2011. En octubre de 2015, solo había trenes de mercancías. Desde 2016, el tráfico de pasajeros se ha reanudado los fines de semana.
Cada vez más, la mayor parte del transporte de mercancías se realiza en camión por la carretera nacional 4 que conecta Nom Pen y Sihanoukville en 5 horas.
El Aeropuerto Internacional de Sihanoukville, situado a 12 km al este de la ciudad, está gestionado por el grupo francés Vinci[cita requerida]; alberga la primera línea regular entre Sihanoukville y Siem Reap, inaugurada en diciembre de 2011.

## Organización urbana
La pequeña ciudad provincial está dedicada a un importante desarrollo turístico, de origen chino en particular. Sus grandes playas de arena blanca son el deleite de las familias jemeres mientras los turistas occidentales bucean alrededor de sus exuberantes islas. La ciudad se divide esquemáticamente en tres distritos:
- el centro de la ciudad es el distrito central, alejado de las playas, reagrupando las principales actividades comerciales y administrativas, la estación de autobuses y el mercado principal. Los hoteles, restaurantes y bares son económicos allí, en combinación con un entorno de vida normal.
- el distrito de Victory-Hill es el que alberga la colina de Victory con sus bares y restaurantes (a menudo franceses), el puerto y la playa de Victory, así como la pequeña playa Hawái. Es una zona bastante popular, a menudo frecuentada por mochileros por sus precios bastante bajos, incluso en las playas. Un camino conduce a Wat Krom, la pagoda más importante de la ciudad. Al otro lado de la calle está la Aldea de los Niños de Asia.
- el distrito de Occheutal Beach reúne las playas más hermosas de Sihanoukville, alrededor de la rotonda Lions d'Or. Es el distrito al que apuntan los promotores locales y extranjeros por la belleza de los sitios y la extensión de las posibles construcciones. Serendipity Street reúne la mayor parte de la vida nocturna del barrio, frecuentada principalmente por turistas europeos y chinos.
- el distrito de Otres Beach en la continuidad de Occheutal Beach tiene un ambiente tranquilo, a veces más hippie. Edad promedio más joven o compuesta por clientes habituales en Sihanoukville que prefieren estar tranquilos. Muchas casas de huéspedes también.

## Una ciudad transformada a partir de 2016
Desde 2016, la inversión china en Sihanoukville ha aumentado drásticamente. Esto se explica tanto por el inicio de numerosos proyectos de infraestructura en el marco de la Nueva Ruta de la Seda como por el crecimiento exponencial del número de casinos para el público chino.
Este desarrollo reciente ha transformado la ciudad. En la actualidad, se estima que el número de chinos que viven en Sihanoukville es equivalente al número de camboyanos. Esto es particularmente visible en la señalización que se encuentra frecuentemente en mandarín.
Es en el plan urbanístico donde las transformaciones han sido más profundas. Conmovida por un "frenesí inmobiliario", Sihanoukville ha visto un aumento en los proyectos de construcción. Grúas, maquinaria de construcción y obras viales han cambiado el aspecto del tranquilo balneario de antaño. En el verano de 2019, la decisión tomada por el primer ministro Hun Sen de prohibir temporalmente las apuestas online en los casinos provocó el cierre de muchos proyectos. La crisis del coronavirus a principios de 2020 solo amplifica este fenómeno.

## Galería

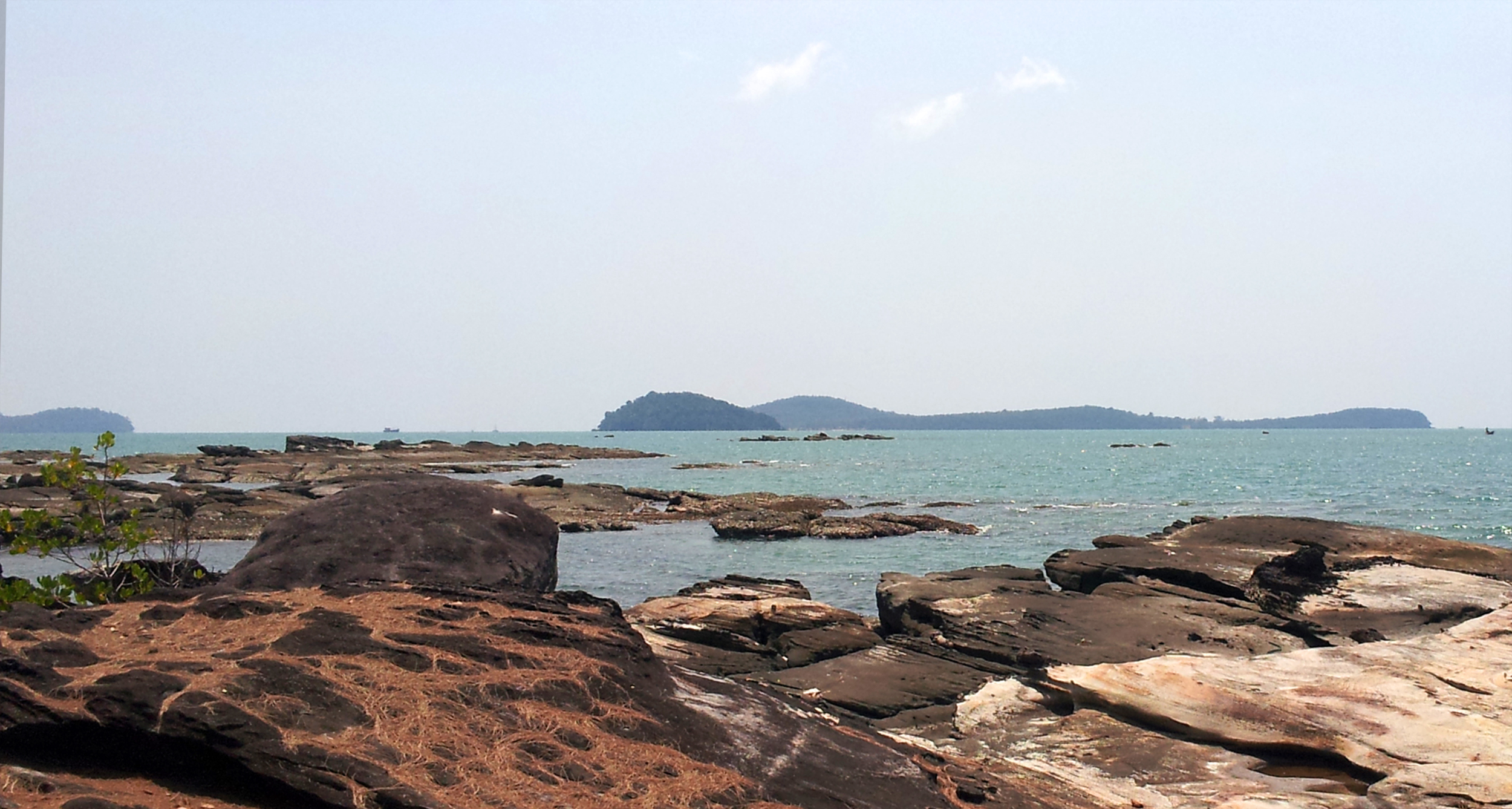
Orilla del mar
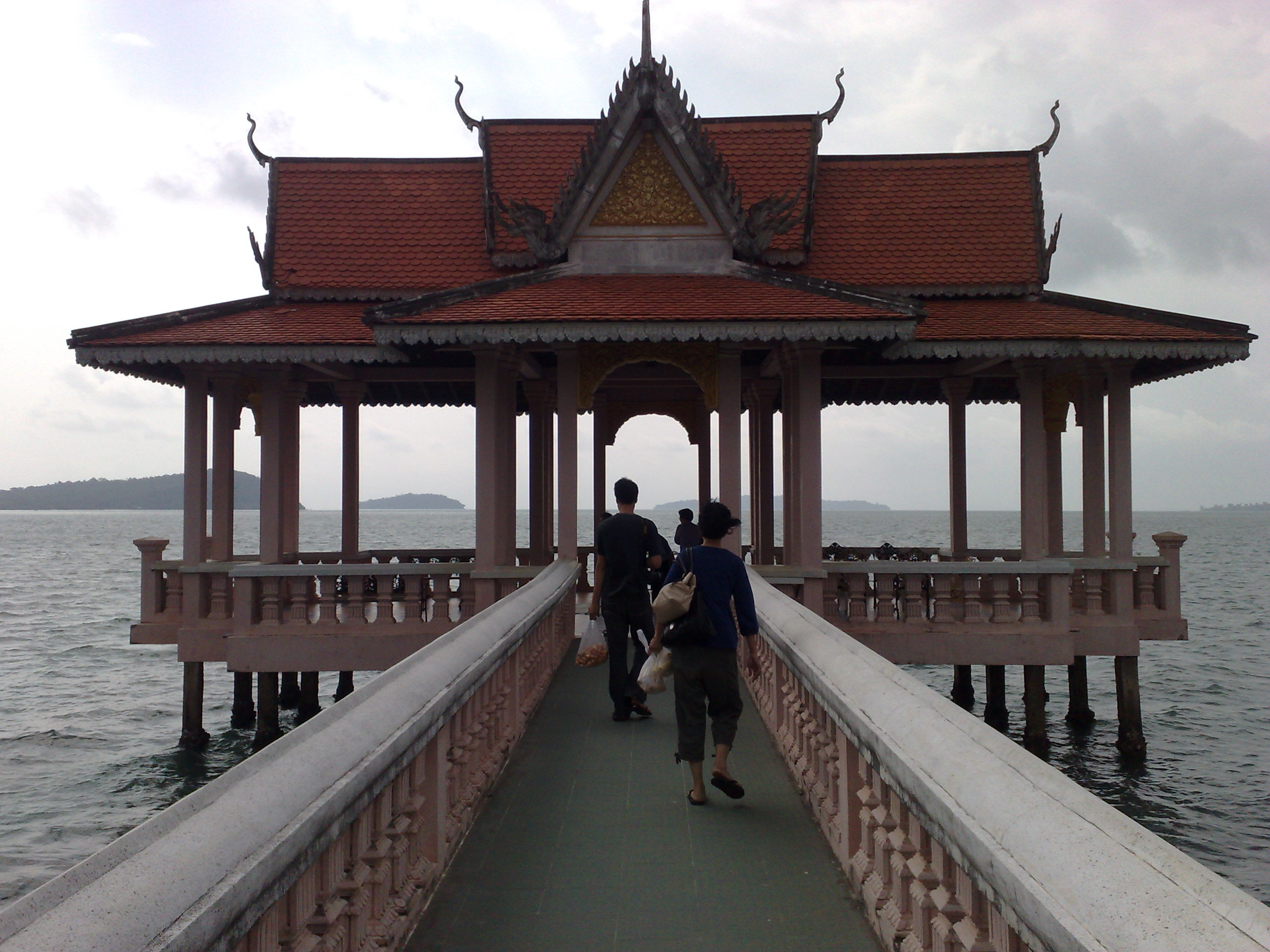
Pabellón junto al mar
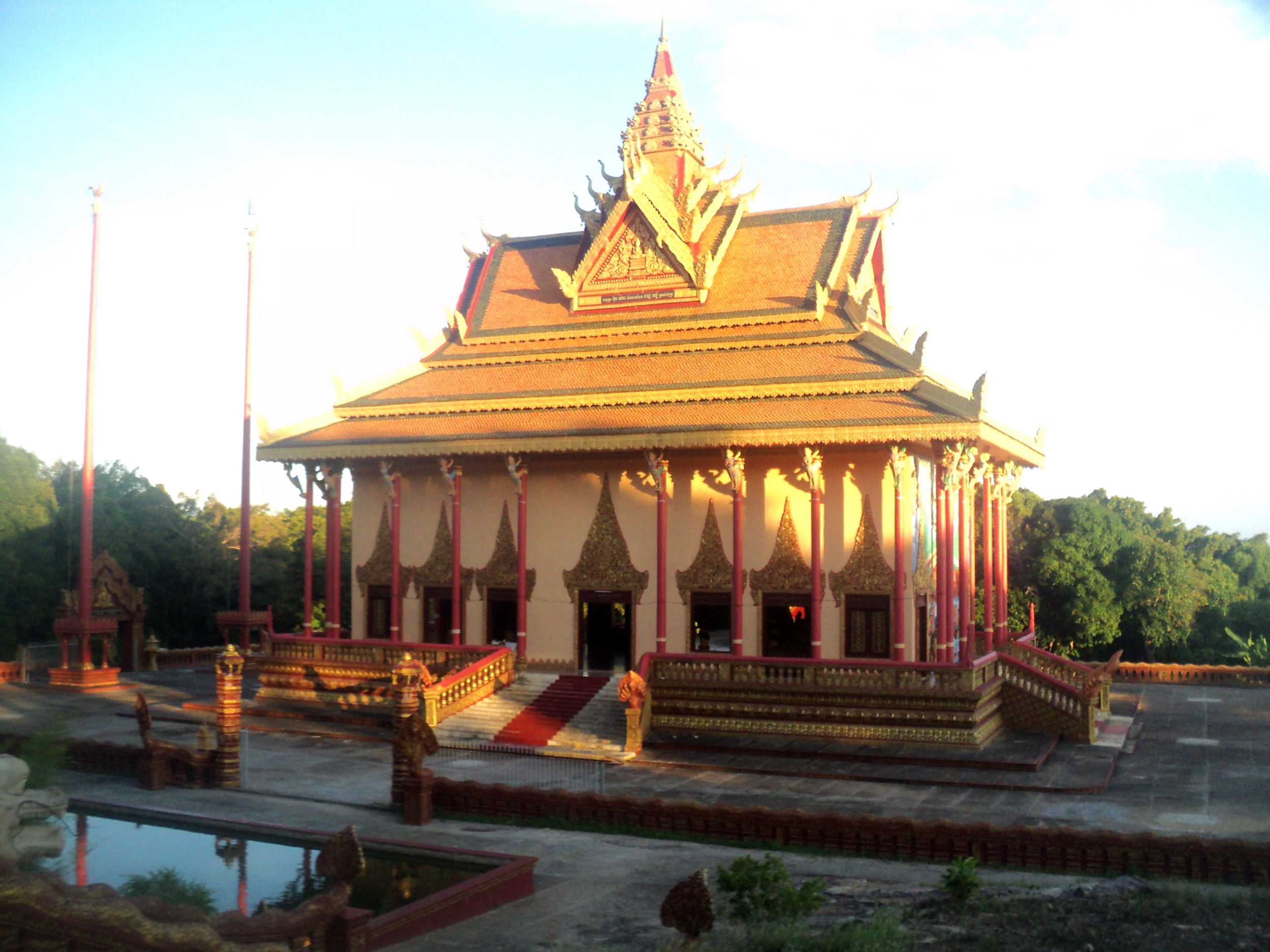
Wat resma
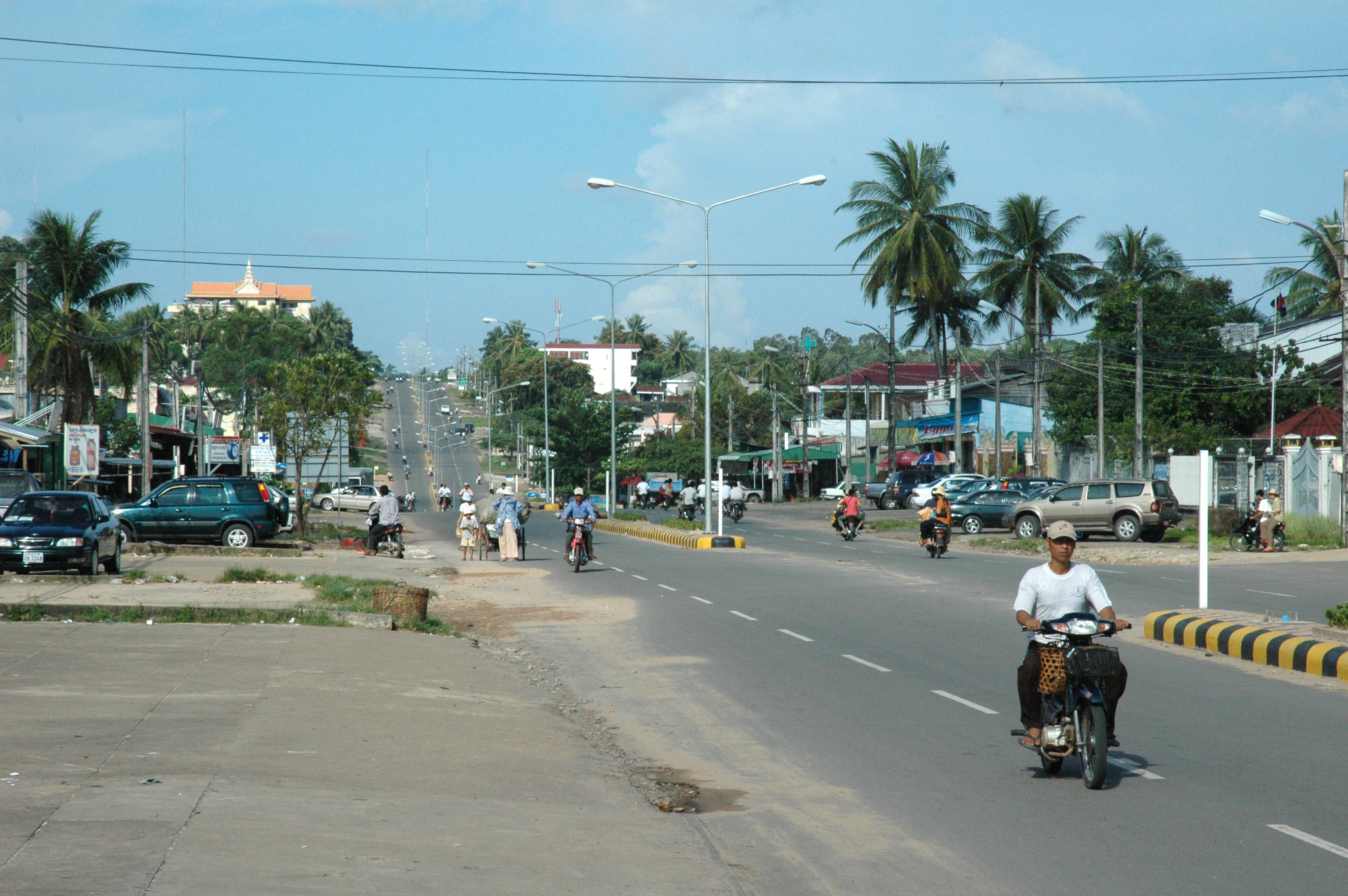
Un bulevar en Sihanoukville
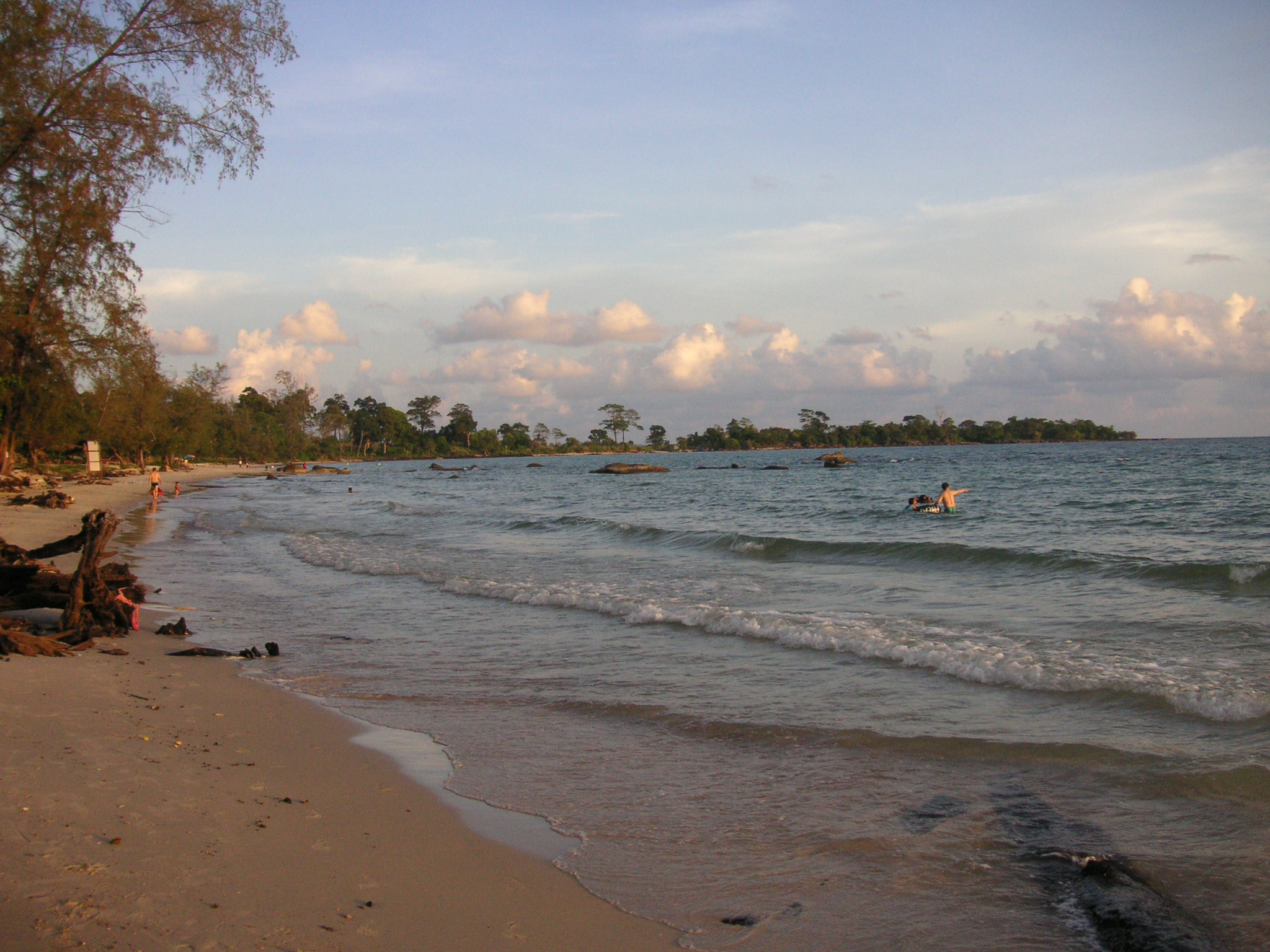
Playa Independencia